# Ágios Vassílios (Vomvokoú, Étolie-Acarnanie)
Pour les articles homonymes, voir Ágios Vassílios.
Ágios Vassílios (grec moderne : Άγιος Βασίλειος) est une localité située dans le dème de Naupactie, dans le district régional d'Étolie-Acarnanie, dans la périphérie de Grèce-Occidentale, en Grèce.
Selon le recensement de 2021, elle compte 85 habitants.